# 阿爾派恩 (亞利桑那州)
阿爾派恩（英語：Alpine）是位於美國亞利桑那州阿帕契縣的一個人口普查指定地區。根據2010年美國人口普查，該地人口為145人，而該地的面積約為1.56平方千米。

## 地理
阿爾派恩的座標為33°50′53″N 109°08′35″W / 33.84806°N 109.14306°W，而該地最高點為海拔高度2442米（即8012英尺）。